# ヴォルフィアナ (小惑星)
ヴォルフィアナ (827 Wolfiana) は小惑星帯に位置する小惑星である。ウィーンのウィーン天文台でヨハン・パリサによって発見された。
248個の小惑星を発見したドイツの天文学者マックス・ヴォルフにちなんで命名された。